# 7817 Zibiturtle
7817 Zibiturtle è un asteroide della fascia principale. Scoperto nel 1988, presenta un'orbita caratterizzata da un semiasse maggiore pari a 2,7842711 UA e da un'eccentricità di 0,0421057, inclinata di 0,55694° rispetto all'eclittica.
Fa parte della famiglia di asteroidi Astrid.
L'asteroide è dedicato alla scienziata statunitense Elizabeth Zibi Turtle, ricercatrice all'APL dell'Università Johns Hopkins.